# オイラーの四辺形定理

オイラーの四辺形定理（オイラーのしへんけいていり）は、凸四角形における辺と対角線の長さの関係を示す定理である。
この定理は系として中線定理とピタゴラスの定理を含む。

## 定理と系
四角形の4辺の長さを {\displaystyle a,b,c,d}、対角線の長さを {\displaystyle e,f}、2つの対角線の中点間の距離を {\displaystyle g} と置くと以下の式が成り立つ。
{\displaystyle a^{2}+b^{2}+c^{2}+d^{2}=e^{2}+f^{2}+4g^{2}}
四角形が平行四辺形のとき、対角線は中点で交わるため {\displaystyle g} は0になる。また、対辺の長さは等しいためまとめると以下の式になる。
{\displaystyle 2a^{2}+2b^{2}=e^{2}+f^{2}}
これを変形すると中線定理が得られる。
四角形が長方形の場合対角線の長さも同じになるため以下のようになる。
{\displaystyle 2a^{2}+2b^{2}=2e^{2}}
両辺を2で割ればピタゴラスの定理が得られる。
言い換えると、長方形の辺の長さと対角線の長さの関係はピタゴラスの定理であらわすことができる。

## 拡張

平行四辺形における定理

オイラーはもともと他の定理からこの関係を導いたが、それは簡単な考察ではない。
与えられた四角形 {\displaystyle ABCD} に対して {\displaystyle ABED} が平行四辺形になるような点{\displaystyle E} を取ると以下の式が成り立つ。
{\displaystyle |AB|^{2}+|BC|^{2}+|CD|^{2}+|AD|^{2}=|AC|^{2}+|BD|^{2}+|CE|^{2}}
{\displaystyle |CE|} は平行四辺形を構成する点{\displaystyle E} と構成しない点{\displaystyle C} との距離である。{\displaystyle |CE|^{2}} は元の四角形が平行四辺形とどれだけ乖離しているかを示す値であり、平行四辺形定理（平行四辺形の辺と対角線の長さの関係を示す定理）に対する補正項である。
{\displaystyle M} は {\displaystyle AC} の中点である。また {\displaystyle N} は {\displaystyle BD} の中点であり、{\displaystyle AE} と {\displaystyle BD} が平行四辺形{\displaystyle ABED}の対角線であることから {\displaystyle N} は {\displaystyle AE} の中点でもある。よって中点連結定理から {\displaystyle CE} と {\displaystyle NM} は平行で {\displaystyle |CE|^{2}=(2|NM|)^{2}=4|NM|^{2}} を満たすことがわかる。最初の式に代入するとこの定理が得られる。
この定理は凸でない四角形や4点が同一平面上にない四辺形にも拡張できる。